# Guijo de Ávila
Guijo de Ávila es un municipio y localidad española de la provincia de Salamanca, en la comunidad autónoma de Castilla y León. Se integra dentro de la comarca de Guijuelo y la subcomarca del Alto Tormes. Pertenece al partido judicial de Béjar.
Su término municipal está formado por un solo núcleo de población, ocupa una superficie total de 13,46 km² y según los datos demográficos recogidos en el padrón municipal elaborado por el INE en el año 2017, cuenta con una población de 67 habitantes.
Cuenta con un Aula de Energías Renovables dedicada a la realización de actividades de educación ambiental. Está equipada y diseñada para recibir visitas y para desarrollar en ella todo tipo de actividades educativas sobre las energías renovables. Para ello cuenta con el equipamiento propio de un aula acompañado de paneles informativos, juguetes solares, audiovisuales relacionados con el tema, una pequeña base bibliográfica y una estación meteorológica propia. También se ha habilitado una biblioteca extensa, con varios ordenadores con acceso a internet.

## Historia
En la división de 1833  fue incluida en la provincia de Salamanca, dentro de la Región Leonesa. Hasta entonces había estado ligada a Ávila desde el mismo momento de la repoblación medieval de la zona a principios del siglo XII, hecho al que debe su apelativo "de Ávila". Dentro de la Comunidad de Villa y Tierra de Ávila formó parte del sexmo de Serrezuela. En este sentido, Guijo era un mojón castellano frente a Guijuelo, en la Salvatierra leonesa, y a Fuentes de Béjar, en la Tierra de Béjar, territorio este último que se integró en el Reino de León al iniciarse el siglo XV, quedando Guijo de Ávila como el territorio castellano más occidental, formando una especie de cuña fronteriza rodeada de tierras leonesas por tres cuartas partes de su término. Esta peculiaridad finalizó en el siglo XIX al incluirse Guijo en el territorio salmantino.

## Geografía humana

### Demografía
Cuenta con una población de 78 habitantes (INE 2024).
| Gráfica de evolución demográfica de Guijo de Ávila entre 1842 y 2021                                                  |
| |
| Población de derecho según los censos de población del INE. Población de hecho según los censos de población del INE. |

### Comunicaciones
El municipio está bien comunicado por carretera, siendo atravesado por la DSA-164 que une Santibáñez de Béjar con Guijuelo en el enlace con la N-630. Desde allí es posible además acceder a la autovía Ruta de la Plata que une Gijón con Sevilla y permite unas comunicaciones más rápidas con el municipio. 
En cuanto al transporte público se refiere, tras el cierre de la ruta ferroviaria de la Vía de la Plata, que pasaba por el municipio de Guijuelo y contaba con estación en el mismo, no existen servicios de tren en el municipio ni en los vecinos, ni tampoco línea regular con servicio de autobús, siendo la estación más cercana la de Guijuelo. Por otro lado el aeropuerto de Salamanca es el más cercano, estando a unos 73 km de distancia.

## Administración y política

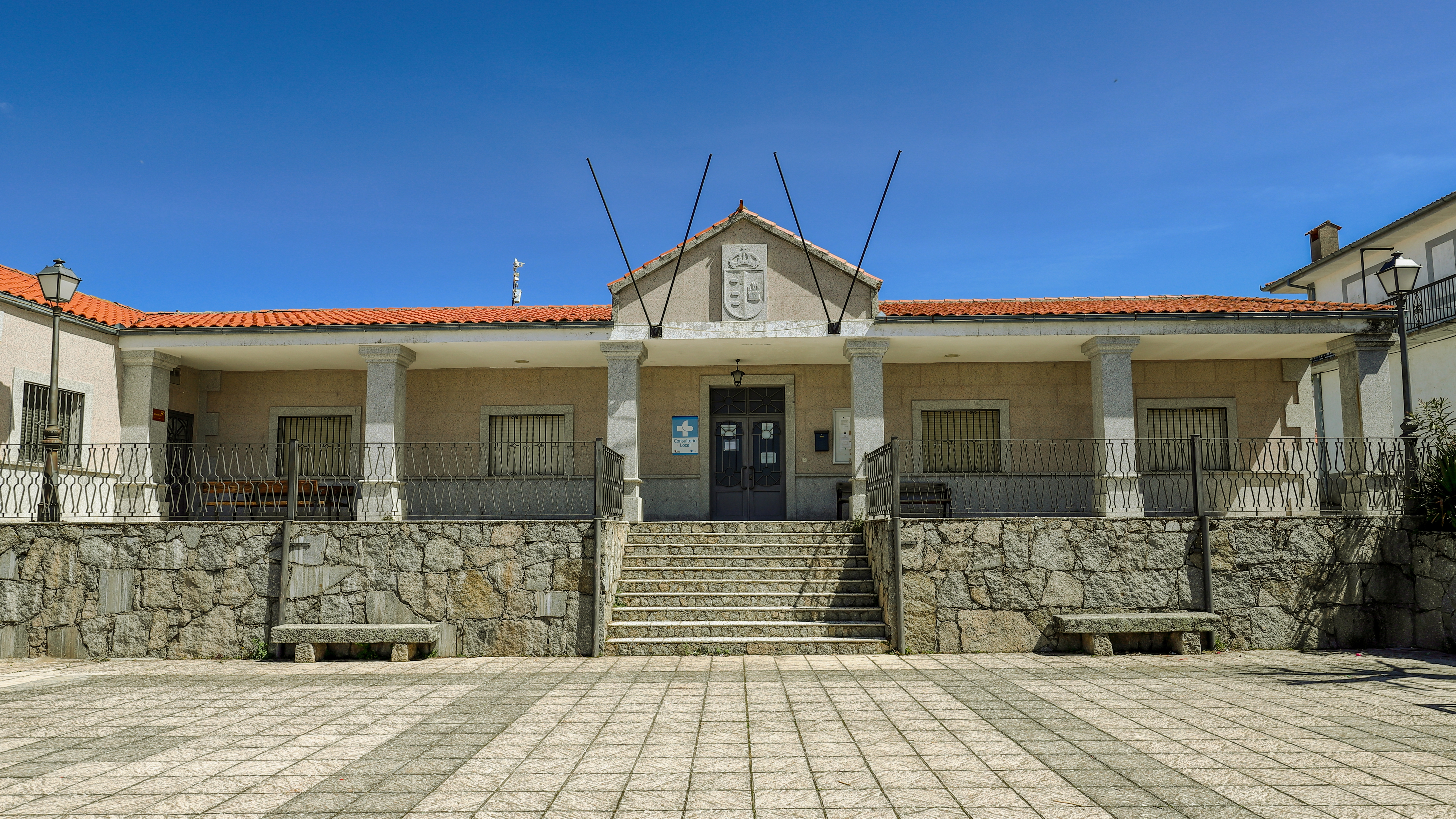
Casa consistorial

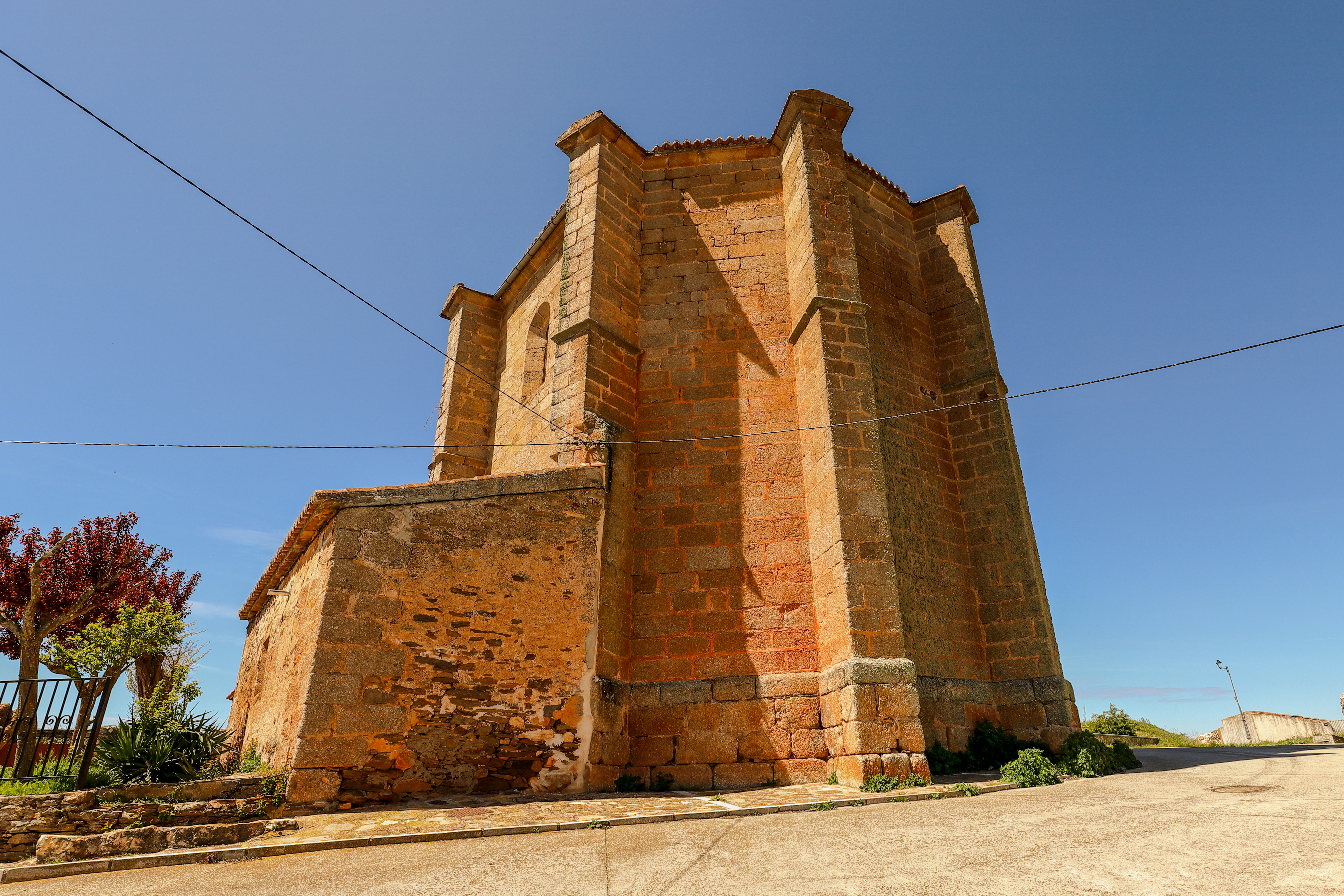
Ábside de la iglesia

| Partido político                              | 2019  | 2019  | 2019       | 2015  | 2015  | 2015       | 2011  | 2011  | 2011       | 2007  | 2007  | 2007       | 2003  | 2003  | 2003       |
| Partido político                              | %     | Votos | Concejales | %     | Votos | Concejales | %     | Votos | Concejales | %     | Votos | Concejales | %     | Votos | Concejales |
| Partido Socialista Obrero Español (PSOE)      | 54,90 | 28    | 2          | 66,67 | 38    | 2          | 57,58 | 38    | 5          | 67,12 | 49    | 5          | 63,53 | 54    | 4          |
| Ciudadanos (Cs)                               | 37,25 | 19    | 1          | 14,04 | 8     | 0          | —     | —     | —          | —     | —     | —          | —     | —     | —          |
| Partido Popular (PP)                          | 9,8   | 5     | 0          | 21,05 | 12    | 1          | 31,82 | 21    | 0          | 17,81 | 13    | 0          | 16,47 | 14    | 1          |
| Unión del Pueblo Salmantino (UPSa)            | —     | —     | —          | —     | —     | —          | —     | —     | —          | 1,37  | 1     | 0          | —     | —     | —          |
| Grupo Independiente por Guijo de Ávila (GIGA) | —     | —     | —          | —     | —     | —          | —     | —     | —          | —     | —     | —          | 16,47 | 14    | 0          |